# Orientierungskurs
Der deutsche Orientierungskurs als Teil des Integrationskurses vermittelt 100 Unterrichtsstunden lang Kenntnisse zu Staat, Gesellschaft und Geschichte Deutschlands.
Mit dem Integrationsgesetz und der Verordnung zum Integrationsgesetz, die beide (überwiegend) am 6. August 2016 in Kraft traten, wurden die Orientierungskurse von zuvor 60 auf 100 Unterrichtsstunden aufgestockt und inhaltlich stärker auf die Wertevermittlung hin ausgerichtet.
Von der Arbeitsagentur zur Ausländerbehörde verschoben wurde die Zuständigkeit für die Entscheidung über die Teilnahmeberechtigung an einer Maßnahme zur „Sprachförderung“ (Deutschkurse, 600 Stunden), die zusammen mit den „Orientierungskursen“, welche Kenntnisse zu Staat, Gesellschaft und Geschichte vermitteln sollen (100 Stunden), die Integrationskurse bilden. Die Sprachförderung war früher im Sozialrecht (§ 419 ff. SGB III – Arbeitsförderung) geregelt, während sie nunmehr Bestandteil des Aufenthaltsrechts geworden ist (§ 43 ff. AufenthG). Neu ist, dass neben einer Teilnahmeberechtigung auch eine Teilnahmeverpflichtung festgelegt werden kann (§ 44a AufenthG). Für die Zulassung Teilnahmeberechtigter sowie – im Falle frei bleibender Plätze – gegebenenfalls sonstiger Ausländer zu den Kursen, für die Vergabe der Fördermittel und die Konzeption der Kurse ist das Bundesamt für Migration und Flüchtlinge (BAMF) zuständig, das aus dem bisherigen Bundesamt für die Anerkennung ausländischer Flüchtlinge hervorgegangen ist (§ 75 AufenthG), welches durch das Zuwanderungsgesetz umbenannt wurde. Näheres zu den Integrationskursen regelt die Integrationskursverordnung.
Der Orientierungskurs wird mit dem Abschlusstest "Leben in Deutschland" abgeschlossen.

## Abgrenzung
Der Orientierungskurs als Teil des Integrationskurses ist zu unterscheiden vom Erstorientierungskurs, welcher 300 Unterrichtseinheiten von 45 Minuten umfasst, auf freiwilliger Basis besucht werden kann und keine Abschlussprüfung umfasst.